# Bombardement de Damas (1945)
Pour les articles homonymes, voir Bombardement de Damas.
Le bombardement de Damas désigne les opérations militaires menées à Damas par la France contre la République syrienne lors de l'insurrection syrienne de 1945. Le 29 mai 1945, le général Oliva-Roget, délégué français à Damas, profite d'un incident franco-syrien pour faire prendre d'assaut le Parlement de Damas. S'ensuit un bombardement par l'artillerie française et le pillage de la ville par les troupes françaises, jusqu'au 1er juin.
Cet épisode conduit les Syriens à demander une intervention britannique, laquelle force les troupes françaises à évacuer définitivement la Syrie en 1946.

## Contexte
En juin 1941, le général Catroux, délégué général de la France libre au Levant, s'engage à mettre un terme au mandat français en Syrie et à accorder l'indépendance aux Syriens. 
Toutefois les autorités françaises insistent pour imposer à la Syrie un traité prévoyant une présence militaire au Levant au-delà de la fin du mandat. Le général de Gaulle en particulier juge que cette présence militaire peut perdurer dans la région ; il ne redoute pas de révolte et ordonne même l'envoi d'un bataillon supplémentaire de tirailleurs sénégalais, malgré les mises en garde contre le risque d'exaspérer les populations.

## Historique
La tension indépendantiste monte à Damas à partir de l'annonce du débarquement de renforts français à Beyrouth le 5 et le 17 mai. Des manifestations commencent dans toutes les grandes villes syriennes le 18. En réponse, l'Armée française fait patrouiller des blindés et des avions du groupe de bombardement I/17 Picardie survolent la ville. Des émeutiers syriens attaquent des Français,. Une insurrection générale est déclenchée dans la nuit du 27 au 28,.
Le 29 mai à 19 h, un incident éclate lorsque les gendarmes syriens gardant le Parlement refusent de saluer le drapeau bleu-blanc-rouge hissé à l'état-major français,. Une grenade éclate ; les Français utilisent leurs armes lourdes : les gendarmes syriens sont visés par des mortiers, des canons de 75 et des chars. Les tirailleurs sénégalais donnent ensuite l'assaut. 28 des 30 défenseurs syriens du Parlement sont tués, certains massacrés à l'arme blanche après leur capture. Les parlementaires parviennent à s'échapper mais les soldats français saccagent le bâtiment,.
L'assaut se poursuit sur les postes de police syriens et les bâtiments gouvernementaux syriens. L'artillerie cible la citadelle de Damas, le Sérail (place Marjeh (en)) et l'hippodrome, puis les tirs se déplacent sur l'hôtel de ville, la direction de la Police, la Banque de Syrie, l’immeuble de l’office des céréales panifiables, l’hôtel Grumayad, l’Orient Palace et la gare du Hedjaz. Le groupe de bombardement Picardie largue trois bombes sur la citadelle tenue par les troupes du gouvernement syrien.
Les combats se calment le lendemain matin puis reprennent lorsque les Syriens contre-attaquent et reprennent le Parlement, l'hôtel de ville, la direction de la Police et la Banque de Syrie. Le 30 au soir, le Parlement est à nouveau perdu.
Le général Oliva-Roget continue de faire tirer les canons français jusqu'au 31 au matin. Les Syriens commencent alors à capituler, installant des drapeaux blancs tandis que certains gendarmes se rendent. Les troupes françaises, sénégalaises et le 7e bataillon du Levant entrent alors dans les souks de Damas et commencent à piller les commerces. Des inspections britanniques dans les casernes françaises découvrent début juin de nombreux objets volés lors du pillage de la ville, malgré les dénégations du général Oliva-Roget.
Dans la nuit du 31 mai au 1er juin, le commandement français donne l'ordre de cesser le feu sous la pression des Britanniques. À l'aube, une importance colonne de la 9e armée pénètre dans Damas. Dans l'après-midi, les forces françaises sont consignées dans leurs casernes.

## Pertes humaines
Les estimations des pertes syriennes (civils et insurgés) sont de plusieurs centaines de morts (selon les sources 480 morts et 1 500 blessés, voire 600 morts et 1 500 blessés selon le Premier-ministre syrien de l'époque ou encore 800 morts). Le chiffre de 2 000 morts, mentionné par Winston Churchill et parfois repris comme bilan du bombardement, correspond à une estimation donnée pour l'ensemble de la Syrie,.